# Chris Copping
Chris Copping (Middleton, 29 agosto 1945) è un tastierista, polistrumentista e compositore britannico, noto soprattutto per essere stato membro della band Procol Harum.

## Biografia
Dopo aver terminato gli studi di chimica, nel 1967 inizia la sua carriera suonando nei piccoli locali, e svolgendo attività di sessionman. Nel 1969 entra a far parte della band di Gary Brooker Procol Harum, rimpiazzando Matthew Fisher all'organo e David Knights al basso. Sostituito all'organo da Pete Solley, pur di restare nella band ricopre unicamente il ruolo di bassista. Nel 1977 la band si scioglie, e due anni più tardi si unisce ai Blackeyed Susans.

## Discografia

### Con i Procol Harum (parziale)
- A Salty Dog, 1969
- Ain't Nothin' to Get Excited About, 1970
- Home, 1970
- Broken Barricades, 1971

### Solista
- Out of The Shadows